# Studentenvakbond AKKU
Studentenvakbond AKKU is een studentenvakbond die de belangen van studenten in Nijmegen behartigt. In deze functie is de vakbond actief aan de Radboud Universiteit Nijmegen en de Hogeschool van Arnhem en Nijmegen. Studentenvakbond AKKU is een van de lidbonden van de Landelijke Studentenvakbond.

## Geschiedenis
De vakbond kwam voort uit het in 1977-opgerichte initiatiefcomité ‘Weg met de WWO’81’ die protesteerde tegen de onderwijsplannen van Kabinet-Van Agt I. Het initiatiefcomité voerde enkele protesten uit, waaronder het roze verven van het Thomas van Aquino-gebouw van de Radboud Universiteit (toen nog de Katholieke Universiteit Nijmegen; KUN) op 26 februari 1980. Eind 1980 bezette het comité het Erasmusgebouw van de KUN omdat ze een kantoor op de campus wilden. Toen uiteindelijk een kantoor werd toegekend, werden statuten opgesteld voor de vereniging en werd deze officieel opgericht op 8 december 1981 als Nijmeegse Studenten Vereniging Aktie Komitee Kritiese Universiteit. Mede-oprichter Toon van Dijk richtte daarna ook de Landelijke Studentenvakbond op.
Het kantoor van AKKU bevindt zich sinds 2003 in het Gymnasion.

## Werkgroepen
Een werkgroep wordt ingesteld en gecoördineerd door het bestuur. Werkgroepen houden zich bezig met één bepaald beleidsterrein. De samenstelling van de werkgroep wordt bepaald door het bestuur.

### AKKUraatd
AKKUraatd is de fractie van Studentenvakbond AKKU in de universitaire studentenraad van de Radboud Universiteit. De kandidatenlijst voor de studentenraadsverkiezingen wordt vastgesteld door de leden van AKKU. Vervolgens kunnen studenten van de universiteit hun stem uitbrengen op de lijst van een van de verschillende partijen. AKKUraatd richt zich in de studentenraad op onderwijs, faciliteiten en studentenleven. In haar beginselprogramma bepleit AKKUraatd maatschappelijk verantwoord, goed ingericht, toegankelijk en divers onderwijs. Daarnaast wordt ingezet op voldoende rechten voor studenten en goede faciliteiten binnen en buiten de universiteit. Ook moeten studenten uitgebreid de mogelijkheid krijgen zich te ontplooien in het studentenleven.
De naam AKKUraatd is een samenstelling van "AKKU" en "studentenraad". De aanvankelijke schrijfwijze was AKKUraa met daarachter gekanteld '[d/t]', maar dit bleek niet handig in het gebruik bij het aanvragen van een internet- en een e-mailadres. Om te voorkomen dat de naam gezien werd als een verbogen werkwoordsvorm is gekozen voor de naam AKKUraatd in plaats van AKKUraadt.
Studentenvakbond AKKU bezette in de studentenraad aanvankelijk een zogenaamde koepelzetel als vertegenwoordiger van studentenbelangenorganisaties. In 2002 besloten de leden van AKKU dat zo'n benoemde zetel niet genoeg democratisch was gelegitimeerd en kozen ervoor om mee te doen aan de verkiezingen voor de acht gekozen zetels. Hiervoor werd AKKUraatd opgericht. In de eerste verkiezing haalde AKKUraatd één zetel en verschilde de positie dus niet wezenlijk van voorgaande jaren. In de jaren nadien behaalde de fractie jaarlijks tussen de vier en zes zetels.
AKKUraatd richt zich in de studentenraad op onderwijs, faciliteiten en studentenleven. In haar beginselprogramma bepleit AKKUraatd maatschappelijk verantwoord, goed ingericht, toegankelijk en divers onderwijs. Daarnaast wordt ingezet op voldoende rechten voor studenten en goede faciliteiten binnen en buiten de universiteit. Ook moeten studenten uitgebreid de mogelijkheid krijgen zich te ontplooien in het studentenleven.

### Lijst AKKU & Lijst HANdig
AKKU heeft ook een werkgroep die zich met de Hogeschool van Arnhem en Nijmegen bezighoudt. AKKU’s werkzaamheden concentreerden zich in het verleden lange tijd op de universiteit, AKKU zet zich al lange tijd ook sterk in op de belangenbehartiging van HAN-studenten. Sinds het voorjaar van 2011 tot en met 2020 nam AKKU deel aan de medezeggenschapsverkiezingen aan de HAN onder de naam Lijst AKKU. In tegenstelling tot aan de Radboud Universiteit gaan bij de HAN de verkiezingen per specifieke zetel, en niet per lijst. Twee van de drie kandidaten voor Lijst AKKU haalden voor de periode 2011-2013 hun zetel binnen. In de periode 2013-2015 behaalden vier van de vier kandidaten een zetel. Daarnaast houdt werkgroep HAN zich bezig met het organiseren van activiteiten speciaal voor HAN studenten om onder andere de naamsbekendheid van AKKU op de HAN te vergroten. Sinds de verkiezingen van 2021 doet AKKU mee aan de verkiezingen onder de naam Lijst HANdig en behaalden in het eerste jaar decentraal en centraal 5 zetels. Ook is een van de kandidaten dat jaar gekozen als voorzitter van het dagelijks bestuur van de Centrale Medezeggenschapsraad.

### AKKU Duurzaam
AKKU Duurzaam is een studentenmilieuorganisatie die zich inzet voor een duurzame Radboud Universiteit en Hogeschool van Arnhem en Nijmegen. De werkgroep is aangesloten bij het Landelijk Hogeschool en Universitair Milieuplatform. AKKU Duurzaam zet zich in voor een duurzame universiteit en hogeschool, door te lobbyen voor groene stroom, biologische producten, meer duurzaamheid in het onderwijs en nog veel meer. Verder organiseert AKKU Duurzaam allerlei activiteiten en voert het op ludieke wijze actie.
AKKU Duurzaam staat vooral bekend om de biologische groentepakketten, die het distribueert voor de biologische tuinderij De Stroom aan veelal studenten en medewerkers van de universiteit en hogeschool.
De werkgroep is in 1994 opgericht als Universitair Milieuplatform Nijmegen (UMP Nijmegen) door Studentenvakbond AKKU, het Samenwerkings Overleg Faculteitsverenigingen (SOFv), Milieuprisma, de Progressieve Studenten Fractie, het Overleg Nijmeegse Studenten en Jongeren Milieu Actief. Al snel bleek dat AKKU de enige organisatie was die zich actief voor UMP Nijmegen wilde inzetten, waardoor het volledig onderdeel werd van AKKU. Onder de naam Duurzame Student AKKU (DuS!AKKU) was de werkgroep vrij onafhankelijk van de vakbond, en had tot 2006 een eigen website, telefoonnummer en faxlijn. Later is de naam veranderd naar AKKU Duurzaam.

### AKKU Rechtswinkel
De rechtswinkel helpt studenten met het beantwoorden van soms eenvoudige, soms complexe problemen en vragen op verschillende gebieden (o.a. onderwijs, studiefinanciering en huisvesting) door middel van het geven van raad en ondersteuning. De rechtswinkel wordt ook weleens de klaagmuur van AKKU voor studenten genoemd.

### AKKU Huisvesting
De huisvestingswerkgroep houdt zich bezig met de kamernood in Nijmegen. Ook houdt de werkgroep zich bezig met de kwaliteit van studentenkamers. Op lokaal niveau is er contact met de gemeentelijke politiek, de Stichting Studentenhuisvesting Nijmegen (SSHN) en Stichting Huurteams Nijmegen. Op deze manier probeert AKKU de kamernood op te lossen of onder de aandacht te brengen. Ook wordt er informatie verstrekt aan studenten over het zoeken, vinden en behouden van een kamer, maar ook over wettelijke kwaliteitseisen waaraan een studentenkamer moet voldoen. Dit gebeurt deels door het uitgeven van het boekje ‘Op Kamers In Nijmegen’ (OKIN). Op landelijk niveau neemt AKKU deel aan de huisvestingswerkgroep van de LSVb. De onderwerpen die hier worden behandeld verschillen jaarlijks doordat de werkgroep inspeelt op actuele onderwerpen.

### Studentenmobiliteit
Leden van de werkgroep Studentenmobiliteit zetten zich in voor verbeteringen in de bereikbaarheid van de campus en de stad. Belangrijke punten hierbij zijn de aansluiting op het NS Nachtnet, een busverbinding met vliegveld Weeze en dubbel gelede bussen op de Heyendaalshuttle. Verder hebben een aantal leden van de werkgroep zitting in het Regionaal Overleg Consumenten Openbaar Vervoer (ROCOV) waardoor AKKU een formele partner is van de overheid en vervoerder.

### Studentenwelzijn
De werkgroep houdt zich voornamelijk bezig met aangelegenheden betreffende psychisch en lichamelijk welzijn, voeding en sport binnen de Nijmeegse en Arnhemse studentengemeenschap. Op deze gebieden wordt voornamelijk een informerende, bewustzijn creërende en stigmadoorbrekende functie beoogd.

## Publicaties
- Kwartaalbladen: Pleekrant
- Jaarbladen: Op Kamers in Nijmegen
- Eenmalige uitgaven: Stagewijzer, Jubileumboek en Radboud Studenten Handleiding
- Niet meer in publicatie: AKKUnieuws, AKKUzuur, BONTD, De Groene Gids, Verkiezingskrant, Zoekkrant

## Bekendheden
Bekende (oud-)leden van AKKU:
- René Danen, politicus en actievoerder
- Paul Sars, decaan faculteit der letteren RU
- Louis Sévèke, vermoorde politiek activist
- Lisa Westerveld, Tweede Kamerlid voor GroenLinks
- Freek Bos, directeur ROVER